# 榊ゆりこ
榊 ゆりこ（さかき ゆりこ、1971年2月11日 - ）は、タレント、ファッションモデル、フローリスト。株式会社テンカラットPlume所属。

## 略歴・人物
4人兄妹の末っ子として千葉県に生まれる。白百合女子大学文学部仏文科卒業。在学中より雑誌JJにて、モデル活動を始める。3歳下のモデル・タレントである倉本康子とは最初に所属していた事務所が同じだった。
1994年にいったんモデル活動を休止して渡英、フラワーアレンジメントを学び1995年に帰国。フラワーアレンジメントスクール＆ショップ「bRess」を東京・恵比寿に開校。
2015年現在は雑誌「STORY」「VERY」などのモデル業の傍ら、フラワーショップ「bRess」を主宰。
自営業の夫と結婚し、現在は2児の母。

## 出演

### テレビドラマ
- ハッピーマニア（1998年、フジテレビ）
- じんべえ（1998年、フジテレビ）
- モナリザの微笑（2000年、フジテレビ）
- カバチタレ!（2001年、フジテレビ）
- 白い影（2001年、TBS）
- OLポリス（2001年、日本テレビ）

### CM
- 花王「ハミングフレア」「フリーデイ」
- ライオン「フリー&フリー」
- サントリー「ニューオールド」
- 全日空
- ラブラボ「gift（シャンプー）」（2013年）
  - gift（ギフト）「大人の世界。編」[4]
  - gift（ギフト）「大人のcafe。編」[5]

### その他
- QVCジャパン「セレビスタ」